# Joe Shulman

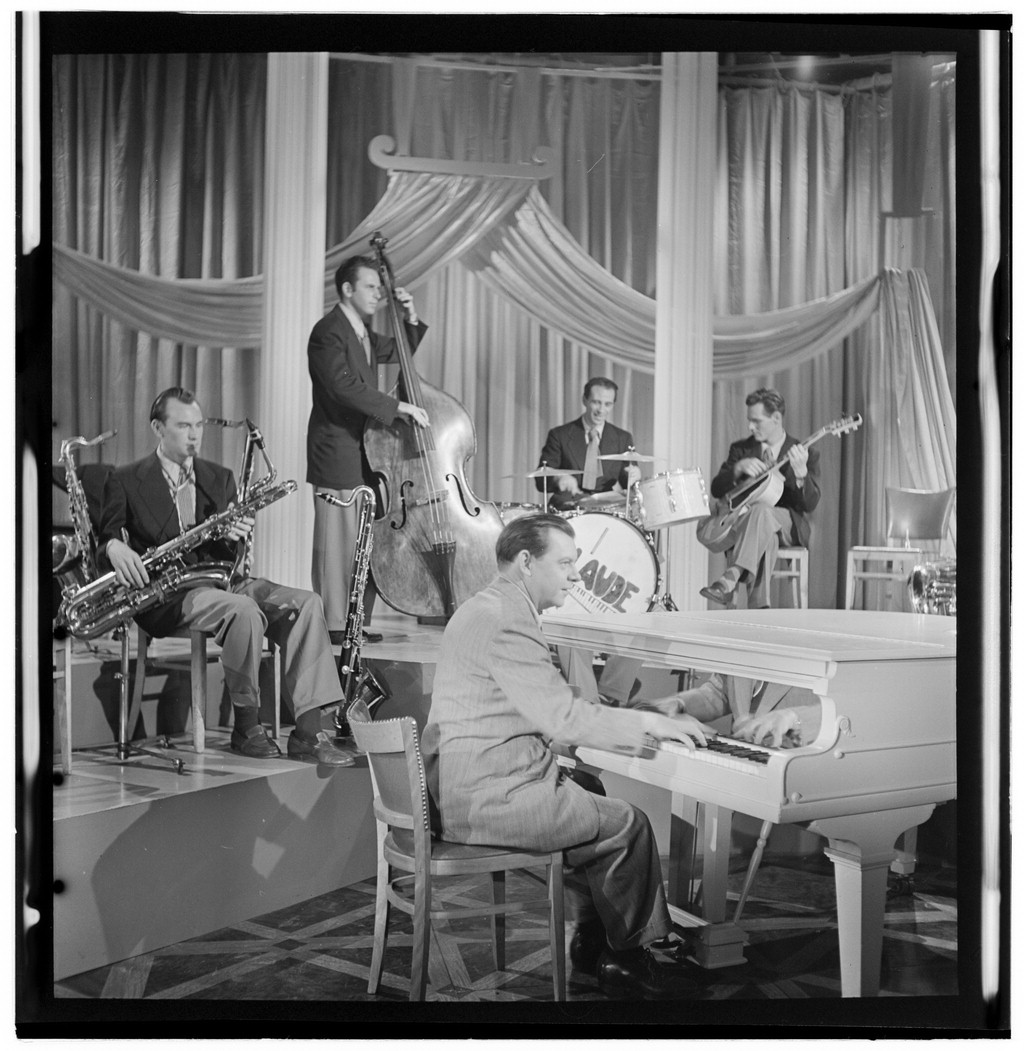
staand, op de bas

Joseph "Joe" Shulman (New York, 12 september 1923 - aldaar, 2 augustus 1957) was een Amerikaanse jazz-bassist.
Joe Shulman, een autodidact, speelde in 1940 bij Johnnie Scat Davis en in 1942 in het orkest van Les Brown. In de periode 1943-1944 maakte hij deel uit van de Army Air Force Band van Glenn Miller en speelde toen ook mee op plaatopnames. Na de Tweede Wereldoorlog werkte hij bij Buddy Rich (1946) en Claude Thornhill (1947). Dankzij Gil Evans, toen arrangeur bij Thornhill, kwam hij terecht bij de Metronome All Stars van trompettist Miles Davis en was hij als bassist betrokken bij de opnames die later onder de titel "Birth of the Cool" verschenen (1949-1950). In die tijd was hij tevens op tournee met zangeres Peggy Lee en Dave Barbour (1948 en 1950). Verder werkte hij in 1950 samen met saxofonist Lester Young en speelde hij mee op een platensessie van bandleider Duke Ellington, eveneens in 1950. Vanaf 1951 baste hij in het trio van zangeres/pianiste Barbara Carroll, met wie hij in 1954 trouwde. 
Shulman overleed tijdens een korte vakantie aan een hartaanval.
- Bibliothèque nationale de France: cb139308348 (data)
- Gemeinsame Normdatei: 13531741X
- International Standard Name Identifier: 0000 0000 5514 1418
- Library of Congress Control Number: n91048721
- MusicBrainz: c937e066-7659-448b-917e-aa2f1f9d8fd4
- SNAC: w6qw878t
- Virtual International Authority File: 39564962
- WorldCat: E39PBJxWVH7gwxQ3tQfFfdHpyd